# Willibrord
Willibrord (n. 658 d.Hr., Northumbria, Regatul Unit – d. 7 noiembrie 739 d.Hr., Iechternach, Echternach, Luxemburg) a fost un misionar anglo-saxon, devenit primul episcop de Utrecht, Olanda, iar apoi sfânt. El mai este cunoscut și sub numele de Apostolul frizonilor.

## Viață
Willibrord s-a născut în anul 658, în regatul Northumbria, din Anglia. El a fost un discipol al lui Wilfrid, episcop de York, cu care a plecat în anul 678 pentru a se alătura călugărilor benedictini la Mănăstirea Rathmelsigi, din Irlanda. După ce a fost hirotonit, în 690, la îndemnul starețului Egbert, însoțit de 11 ucenici și prieteni, între care Suitbert și cei doi Ewald, Willibrord a plecat să predice Evanghelia în ținutul frizonilor (Olanda de astăzi).
Din cauza interdicției și amenințărilor lui Radbod, regele frizonilor, ce spunea că dacă Willibrord și ceilalți misionari vor intra pe teritoriul condus de el vor muri, aceștia din urmă i-au cerut ajutorul lui Pepin de Herstal, conducătorul regatului franc. Cu ajutorul său, după moartea lui Radbod, Willibrord a putut să introducă creștinismul printre frizoni, dar în varianta romană și nu în cea celtică. 
În anul 695, Papa Sergiu I l-a numit pe Willibrord episcop al Friziei, cu reședința la Utrecht. Trei ani mai târziu, a construit Mănăstirea Echternach, lângă Trirer, beneficiind de ajutorul lui Pepin și al soției sale, Plectrude. Relația dintre Willibrord și Pepinizi a fost una foarte bună, mai ales că Willibrord l-a botezat pe nepotul lui Pepin, viitorul rege Pepin cel Scurt.
La 7 noiembrie 739 Willibrord a murit și a fost îngropat la Mănăstirea Echternach. Imediat după moartea sa a fost cinstit ca sfânt, mai ales în teritoriul pe care l-a încreștinat. Venerația lui s-a răspândit în întreg Apusul și datorită apariției celor două biografii închinate sfântului: una scrisă de Alcuin, important sfătuitor al regelui Carol cel Mare, iar alta, redactată trei sute de ani mai târziu, de către Thiofrid. Încă din anul 1497 este consemnată o "procesiune dansantă" (Springprozession) din Săptămâna Rusaliilor, în cinstea lui Willibrord. 